# Oca menuda asiàtica
L'oca menuda asiàtica (Nettapus coromandelianus) és una espècie d'ocell de la família dels anàtids (Anatidae), el més petit de l'ordre dels anseriformes.

## Descripció
- Aspecte de oca molt petita, amb una llargària de 30 - 38 cm.
- Bec curt, cap arrodonit i potes curtes.
- Color general del plomatge blanquinós. Ales verdes amb una banda blanca visible en vol, que a les femelles és més petita.
- En època de cria, el mascle té la corona negra verdosa i un vistós collar negre.
- Fora d'època de cria els dos sexes són semblants, excepte la banda de l'ala del mascle.

## Hàbitat i distribució
Habita aiguamolls, estanys, rius, camps negats i llacs, des del Pakistan, l'Índia, el Nepal, Sri-Lanka, les illes Andaman i el sud-est de la Xina, a través de sud-est asiàtic, a Java, Borneo, Sulawesi fins Nova Guinea i Austràlia, des de Queensland fins Nova Gal·les del Sud.